# Zertsalo (iconographie)

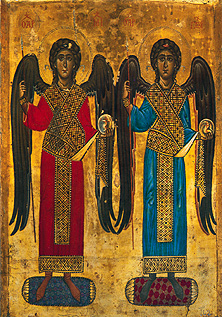
L'archange Michaïl et l'archange Gabriel, icône du XIIe siècle.

Un zertsalo (en russe : Зерца́ло), dans l'iconographie byzantine, est la représentation d'une sphère transparente dans la main des archanges. Le zertsalo est un symbole de prévoyance, du pouvoir de connaître le destin donné par Dieu à l'archange.

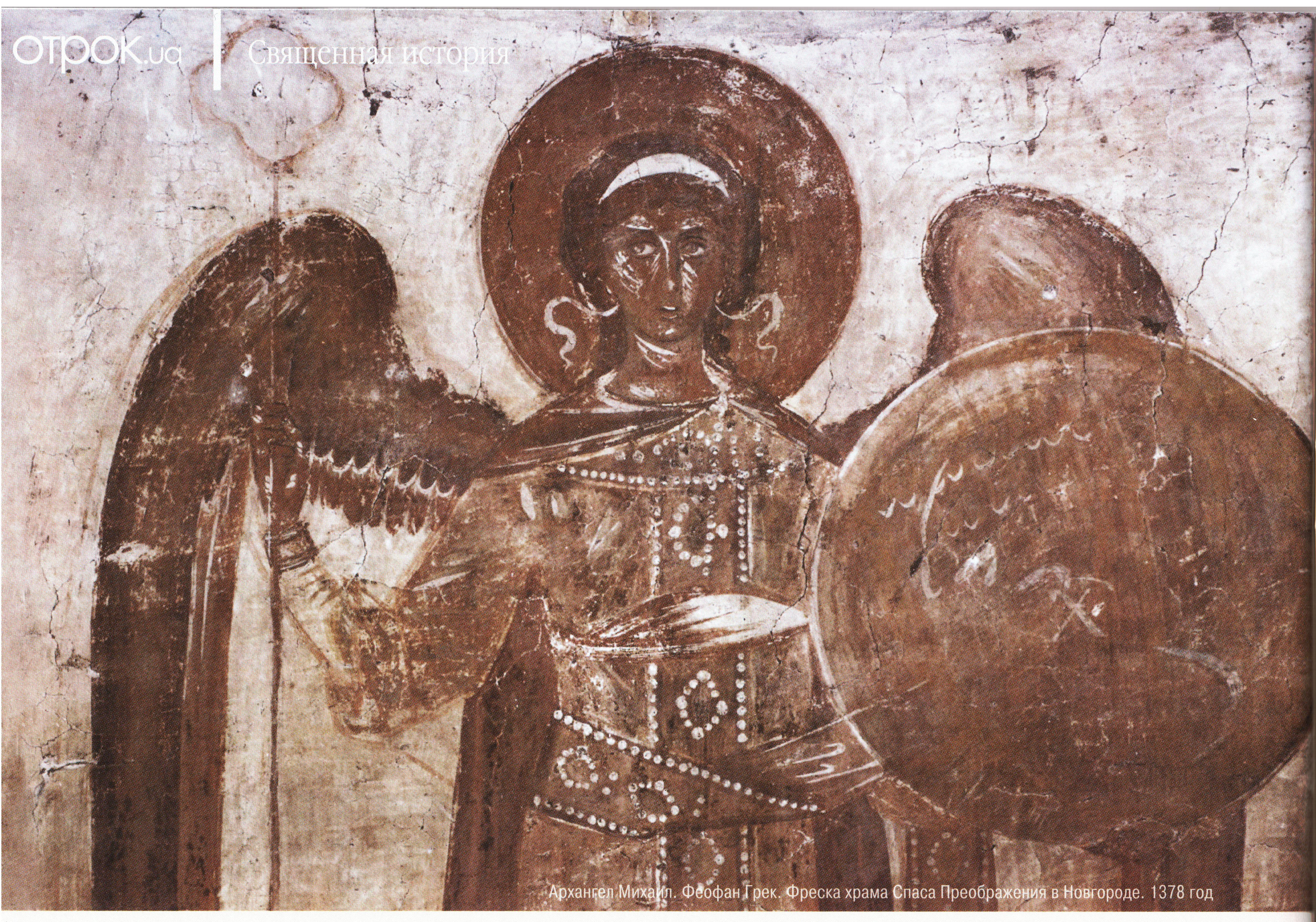
Le zertsalo peut être de dimension variable suivant les icônes.